# Acton Burnell
Pour les articles homonymes, voir Acton.
Acton Burnell est un village et une paroisse civile du Shropshire, en Angleterre. Il est situé à une dizaine de kilomètres au sud-est de la ville de Shrewsbury. Au moment du recensement de 2011, il comptait 544 habitants.

## Étymologie
Le nom Acton dérive du vieil anglais āc « chêne » et tūn « village ». Il est attesté sous la forme Actune dans le Domesday Book. La deuxième partie du nom du village, ajoutée ultérieurement, provient de la famille Burnell.

## Patrimoine
- Château d'Acton Burnell